# شورش در بدخشان کوهستانی (۲۰۱۰–۲۰۱۵)
شورش در بدخشان کوهستانی درگیری نظامی بود که در شرق تاجیکستان میان ارتش تاجیکستان و شورشیان اسلام‌گرایی که رهبریشان را فرماندهان باقی مانده از زمان جنگ داخلی تاجیکستان در دست داشتند رخ داد. این درگیری‌ها در سال ۲۰۱۰ شروع شد و سال ۲۰۱۲ به اوج خود رسید که منجر به شکست نیروهای شورشی شد. تنش‌های دیگر در سپتامبر ۲۰۱۵ شروع شد، هنگامی که عبدالحلیم نظرزاده معاون سابق وزارت دفاع که حدس زده می‌شود با حزب نهضت اسلامی تاجیکستان دارای ارتباط است شورش مسلحانه‌ای را در شرق تاجیکستان آغاز کرد.

## ناآرامی‌ها

### تهاجم وادی رشت ۲۰۱۰
در ۱۹ سپتامبر کاروان ۷۵ نفره ارتش تاجیکستان که در حال جستجو به دنبال اعضای حزب حرکت اسلامی ازبکستان بود مورد کمین شورشیان قرار گرفت. این زندانیان پیشتر در دوشنبه از زندان گریخته بودند و ارتش در شرق تاجیکستان در منطقه وادی رشت به دنبال آن‌ها بود که در میانه ظهر مورد کمین قرار گرفت. در گزارش‌های اولیه اعلام شد که ۴۰ نفر از سربازان کشته شده‌اند اما دولت تاجیکستان آن را رد کرد و تنها کشته شدن ۲۵ نفر را تأیید کرد که در میان آنان ۵ افسر قرار داشتند. تلفاتی عم در سمت شورشیان گزارش نشد.
در ۵ اکتبر سربازان در یک ایست و بازرسی به خودرویی مشکوک می‌شوند. سرنشینان خودرو با شلیک به سمت سربازان باعث کشته شدن ۵ نفر و زخمی شدن ۳ نفر دیگر می‌شوند و خودشان هم در آتش متقابل نیروهای تاجیک کشته می‌شوند. در یک مخفیگاه شورشیان هم مقادیر زیادی سلاح و ملزومات کشف می‌شود. در ۷ اکتبر هم ۲۸ عضو گارد ریاست جمهوری تاجیکستان که با بالگرد در حال عزیمت به سمت شرق کشور بودند در اثر برخورد با کابل‌های فشار قوی کشته می‌شوند. در همان روز طی یک حادثه دیگر نیز ۶ سرباز در اثر برخورد با مین جان خود را از دست می‌دهند.
در ۱ دسامبر سه سرباز دیگر در اثر تبادل آتش کشته می‌شوند. روز ۲۷ دسامبر نیز، هنگامی که یک گروه ۳۰ نفره از شورشیان قصد داشتند از مرز افغانستان وارد خاک تاجیکستان شوند با مقاومت نیروهای ارتش تاجیکستان مواجه شده که بعد از چند ساعت تبادل آتش، شورشیان مجبور به عقب‌نشینی شده و تعدای از آنان نیز کشته می‌شوند. تلفات قوای ارتش نیز ۲ نفر اعلام می‌شود اما ساکنین محلی از کشته شدن ۴ نفر نام می‌برند.
در سال ۲۰۱۱ دو فرمانده مهم نیروهای شورشی در عملیات‌های نیروهای امنیتی تاجیکستان به همراه تعدادی شورشی کشته می‌شوند.

### سال ۲۰۱۲
در ۲۱ ژوئیه رئیس سازمان اطلاعات تاجیکستان در شرق کشور ترور می‌شود و دولت تاجیکستان عملیات بزرگی را برای سرکوب شورشیان آغاز می‌کند. در ۲۵ ژوئیه ۸۰۰ سرباز و چندین بالگرد جنگی عملیات یک روزه‌ای را آغاز می‌کنند. در انتها عملیات ۲۰ سرباز تاجیک و بیش از ۳۰ شورشی کشته شدند، غیرنظامیان نیز در این روز تلفات سنگینی را متحمل شدند. پس از این عملیات، در ماه اوت فرمانده شورشیان خود را به مقامات دولتی تحویل می‌دهد و تنش‌ها پایان می‌پذیرد.

### سال ۲۰۱۵
در این سال بار دیگر تنش‌هایی که حدس زده می‌شود از طرف شورشیان مرتبط با حزب نهضت اسلامی تاجیکستان ایجاد شده باشند موجب کشته شدن بیش از ۴۷ نفر در تاجیکستان می‌شود.